# 克利希大街

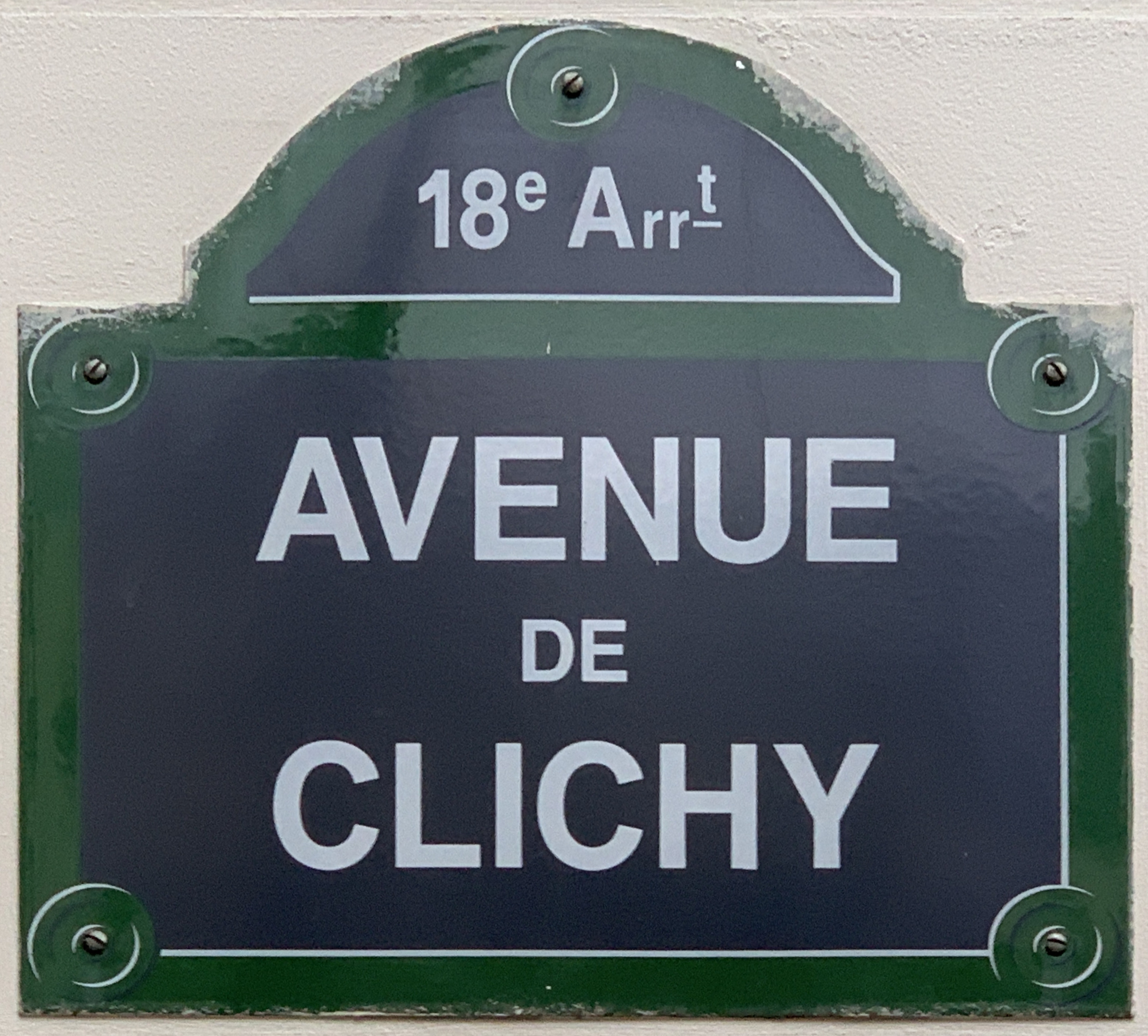

克利希大街（Avenue de Clichy）是巴黎十七区的一条大街。
克利希大街是1763年的Deharme计划的产物。各段称为：
- chemin de Clichy puis
- 巴提诺格里斯大街（grande rue des Batignolles）：在克利希广场和圣旺大街（avenue de Saint-Ouen）之间
- 克利希大街：在圣旺大街和贝蒂埃大道（boulevard Berthier）之间